# Distrito electoral federal 5 de Nuevo León
El V Distrito Electoral Federal de Nuevo León es uno de los 300 Distritos Electorales en los que se encuentra dividido el territorio de México para la elección de diputados federales y uno de los 12 que corresponden al estado de Nuevo León. Su cabecera es la ciudad de Monterrey y su actual representante es la PRIísta Marcela Guerra.
El distrito se encuentra en la parte norte de la zona metropolitana de Monterrey y lo forma el norte y nororiente del municipio de Monterrey. La población que en él habita asciende a los 340 410 habitantes, mientras que el número total de electores es de 238 693.

## Distritaciones

### Distritación 1978 - 1996
Con la distritación de 1978, este distrito fue conformado por los municipios de Aramberri, Doctor Arroyo, Galeana,  General Terán, General Zaragoza, Hualahuises, Iturbide, Mier y Noriega, y Linares; esta última ciudad era su cabecera distrital.

### Distritación 1996 - 2005
Entre 1996 y 2005 el distrito pasó a ser formado por el nororiente del municipio de Monterrey, siendo esta ciudad su cabecera desde entonces. Los municipios que anteriormente lo formaban pasaron a ser parte del distrito federal 9.

### Distritación 2005 - 2017
En 2005 el distrito incorporó la zona norte de Monterrey a su jurisdicción, esta pequeña zona previamente pertenecía al distrito federal 3.

### Distritación 2017 - actualidad
Con la redistritación de 2017, el distrito fue modificado muy ligeramente en su composición, manteniendo en su geografía el norte y noreste de Monterrey.

## Diputados por el distrito
| Diputado | Diputado                                 | Legislatura                                   | Período                                             | Partido                              |
| -------- | ---------------------------------------- | --------------------------------------------- | --------------------------------------------------- | ------------------------------------ |
|          | Santiago Vidaurri Valdez y Borrego       | I                                             | 8 de octubre de 1857 - 19 de diciembre de 1857      |                                      |
|          | Luis Galán                               | II                                            | 9 de abril de 1861 - 25 de abril de 1863            |                                      |
| III      | Luis Galán                               | 20 de octubre de 1863 - 1865                  |                                                     |                                      |
|          |                                          | IV                                            | 8 de diciembre de 1867 - 29 de mayo de 1869         |                                      |
|          |                                          | V                                             | 23 de septiembre de 1869 - 31 de abril de 1871      |                                      |
|          |                                          | VI                                            | 13 de septiembre de 1871 - 15 de septiembre de 1873 |                                      |
|          |                                          | VII                                           | 16 de septiembre de 1873 - 10 de septiembre de 1875 |                                      |
|          | Manuel Z. Doria                          | VIII                                          | 10 de septiembre de 1875 - 15 de septiembre de 1878 |                                      |
|          |                                          | IX                                            | 16 de septiembre de 1878 - 26 de mayo de 1880       |                                      |
|          |                                          | X                                             | 16 de septiembre de 1881 - 15 de septiembre de 1882 |                                      |
|          |                                          | XI                                            | 16 de septiembre de 1882 - 31 de mayo de 1884       |                                      |
|          |                                          | XII                                           | 15 de septiembre de 1884 - 31 de mayo de 1886       |                                      |
|          |                                          | XIII                                          | 15 de septiembre de 1886 - 31 de mayo de 1888       |                                      |
|          |                                          | XIV                                           | 15 de septiembre de 1888 - 31 de mayo de 1890       |                                      |
|          |                                          | XV                                            | 16 de septiembre de 1890 - 31 de mayo de 1892       |                                      |
|          |                                          | XVI                                           | 16 de septiembre de 1892 - 31 de mayo de 1894       |                                      |
|          |                                          | XVII                                          | 16 de septiembre de 1894 - 31 de mayo de 1896       |                                      |
|          |                                          | XVIII                                         | 16 de septiembre de 1896 - 31 de mayo de 1898       |                                      |
|          |                                          | XIX                                           | 16 de septiembre de 1898 - 31 de mayo de 1900       |                                      |
|          |                                          | XX                                            | 16 de septiembre de 1900 - 31 de mayo de 1902       |                                      |
|          | Francisco Martínez Baca                  | XXI                                           | 16 de septiembre de 1902 - 31 de mayo de 1904       |                                      |
| XXII     | Francisco Martínez Baca                  | 16 de septiembre de 1904 - 31 de mayo de 1906 |                                                     |                                      |
|          |                                          | XXIII                                         | 16 de septiembre de 1906 - 16 de junio de 1908      |                                      |
|          | Juan Robles Linares                      | XXIV                                          | 16 de septiembre de 1908 - 31 de mayo de 1910       |                                      |
| XXV      | Juan Robles Linares                      | 16 de septiembre de 1910 - 31 de mayo de 1912 |                                                     |                                      |
|          |                                          | XXVI                                          | - 1 de octubre de 1913                              |                                      |
|          | Reynaldo Garza Martínez                  | CC                                            | 1 de diciembre de 1916 - 31 de enero de 1917        |                                      |
|          | Rosalio Alcocer                          | XXVII                                         | 1 de septiembre de 1917 - 24 de diciembre de 1917   |                                      |
|          | Miguel Rosales                           | XXVIII                                        | 1 de septiembre de 1918 - 31 de diciembre de 1919   |                                      |
|          | Pedro A. Chapa Cisneros                  | XXIX                                          | 1 de septiembre de 1920 - 31 de diciembre de 1921   |                                      |
|          | Carlos Roel                              | XXX                                           | 1 de septiembre de 1922 - 15 de agosto de 1924      |                                      |
|          | Juan I. Martínez                         | XXXI                                          | 1 de septiembre de 1924 - 31 de agosto de 1926      |                                      |
|          | Francisco Garza Nieto                    | XXXII                                         | 1 de septiembre de 1926 - 31 de agosto de 1928      |                                      |
|          | Carlos Osuna de León                     | XXXIII                                        | 1 de septiembre de 1928 - 31 de agosto de 1930      |                                      |
|          |                                          | XXXIV                                         | 1 de septiembre de 1930 - 31 de agosto de 1932      |                                      |
|          |                                          | XXXV                                          | 1 de septiembre de 1932 - 31 de agosto de 1934      |                                      |
|          |                                          | XXXVI                                         | 1 de septiembre de 1934 - 31 de agosto de 1937      |                                      |
|          |                                          | XXXVII                                        | 1 de septiembre de 1937 - 30 de agosto de 1940      |                                      |
|          |                                          | XXXVIII                                       | 1 de septiembre de 1940 - 30 de agosto de 1943      |                                      |
|          |                                          | XXXIX                                         | 1 de septiembre de 1943 - 31 de agosto de 1946      |                                      |
|          |                                          | XL                                            | 1 de septiembre de 1946 - 31 de agosto de 1949      |                                      |
|          |                                          | XLI                                           | 1 de septiembre de 1949 - 30 de agosto de 1952      |                                      |
|          | Arturo Luna Lugo                         | XLII                                          | 1 de septiembre de 1952 - 31 de agosto de 1955      | Partido Revolucionario Institucional |
|          | J. Ascensión Charles Luna                | XLIII                                         | 1 de septiembre de 1955 - 31 de agosto de 1958      | Partido Revolucionario Institucional |
|          | Ramón Berzosa Cortés                     | XLIV                                          | 1 de septiembre de 1958 - 31 de agosto de 1961      | Partido Revolucionario Institucional |
|          | Dustano Muñiz Leija                      | XLV                                           | 1 de septiembre de 1961 - 31 de agosto de 1964      | Partido Revolucionario Institucional |
|          | Ricardo Covarrubias Chacón               | XLVI                                          | 1 de septiembre de 1964 - 31 de agosto de 1967      | Partido Revolucionario Institucional |
|          | Eloy Treviño Rodríguez                   | XLVII                                         | 1 de septiembre de 1967 - 31 de agosto de 1970      | Partido Revolucionario Institucional |
|          | Carolina Morales Farías                  | XLVIII                                        | 1 de septiembre de 1970 - 31 de agosto de 1973      | Partido Revolucionario Institucional |
|          | Ramiro Rodríguez Cabello                 | XLIX                                          | 1 de septiembre de 1973 - 31 de agosto de 1976      | Partido Revolucionario Institucional |
|          | Arturo Luna Lugo                         | L                                             | 1 de septiembre de 1976 - 31 de agosto de 1979      | Partido Revolucionario Institucional |
|          | José Fuad González Amille                | LI                                            | 1 de septiembre de 1979 - 31 de agosto de 1982      | Partido Revolucionario Institucional |
|          | Eleazar Bazaldúa Bazaldúa                | LII                                           | 1 de septiembre de 1982 - 31 de agosto de 1985      | Partido Revolucionario Institucional |
|          | Jesús Siller Rojas                       | LIII                                          | 1 de septiembre de 1985 - 31 de agosto de 1988      | Partido Revolucionario Institucional |
|          | Eleazar Bazaldúa Bazaldúa                | LIV                                           | 1 de septiembre de 1988 - 31 de agosto de 1991      | Partido Revolucionario Institucional |
|          | Jaime Heliodoro Rodríguez Calderón       | LV                                            | 1 de septiembre de 1991 - 31 de agosto de 1994      | Partido Revolucionario Institucional |
|          | Jesús Siller Rojas                       | LVI                                           | 1 de septiembre de 1994 - 31 de agosto de 1997      | Partido Revolucionario Institucional |
|          | Juan Manuel Parás González               | LVII                                          | 1 de septiembre de 1997 - 31 de agosto de 2000      | Partido Revolucionario Institucional |
|          | Eloy Cantú Segovia                       | LVIII                                         | 1 de septiembre de 2000 - 31 de agosto de 2003      | Partido Revolucionario Institucional |
|          | Marcela Guerra Castillo                  | LIX                                           | 1 de septiembre de 2003 - 31 de agosto de 2006      | Partido Revolucionario Institucional |
|          | Gustavo Fernando Caballero Camargo       | LX                                            | 1 de septiembre de 2006 - 31 de agosto de 2009      | Partido Revolucionario Institucional |
|          | Marcela Guerra Castillo                  | LXI                                           | 1 de septiembre de 2009 - 31 de agosto de 2012      | Partido Revolucionario Institucional |
|          | Héctor Humberto Gutiérrez de la Garza    | LXII                                          | 1 de septiembre de 2012 - 30 de noviembre de 2015   | Partido Revolucionario Institucional |
|          | Luis Fernando Domínguez Martín del Campo | LXII                                          | 1 de septiembre de 2012 - 30 de noviembre de 2015   | Partido Revolucionario Institucional |
|          | Federico Vargas Rodríguez                | LXIII                                         | 1 de septiembre de 2015 - 30 de noviembre de 2018   | Partido Revolucionario Institucional |
|          | Santiago González Soto                   | LXIV                                          | 1 de septiembre de 2018 - 31 de agosto de 2021      | Partido del Trabajo                  |
|          | Marcela Guerra Castillo                  | LXV                                           | 1 de septiembre de 2021 - 31 de agosto de 2024      | Partido Revolucionario Institucional |

## Resultados electorales recientes

### Diputado federal
|  | 16.27 % |

|  | 32.54 % |

|  | 14.83 % |

|  | 1.44 % |

|  | 29.25 % |

|  | 29.25 % |

|  | 13.82 % |

|  | 13.82 % |

|  | 8.03 % |

|  | 8.03 % |

|  | 5.44 % |

|  | 5.44 % |

|  | 4.70 % |

|  | 4.70 % |

|  | 1.62 % |

|  | 1.62 % |

|  | 0.79 % |

|  | 0.79 % |

|  | 3.81 % |

|  | 3.81 % |

|  | 100.0 % |

|  | 100.0 % |

### Presidente de la República
|  | 23.83 % |

|  | 42.25 % |

|  | 16.82 % |

|  | 1.62 % |

|  | 17.65 % |

|  | 19.68 % |

|  | 1.44 % |

|  | 0.59 % |

|  | 16.67 % |

|  | 18.58 % |

|  | 1.28 % |

|  | 0.63 % |

|  | 16.58 % |

|  | 16.58 % |

|  | 2.91 % |

|  | 2.91 % |

|  | 100.0 % |

|  | 100.0 % |

### Senadores de la República
|  | 14.60 % |

|  | 28.57 % |

|  | 12.87 % |

|  | 1.33 % |

|  | 22.57 % |

|  | 22.57 % |

|  | 19.45 % |

|  | 19.45 % |

|  | 14.48 % |

|  | 14.48 % |

|  | 4.50 % |

|  | 4.50 % |

|  | 3.96 % |

|  | 3.96 % |

|  | 1.82 % |

|  | 1.82 % |

|  | 0.78 % |

|  | 0.78 % |

|  | 3.88 % |

|  | 3.88 % |

|  | 100.0 % |

|  | 100.0 % |